# Championnat d'Autriche de football 2022-2023
Navigation
Édition précédente Édition suivante
La saison 2022-2023 du championnat d'Autriche est la 111e saison de l'histoire de la compétition. Elle oppose les douze meilleurs clubs d'Autriche en une série de vingt deux journées, puis le championnat est scindé en deux. Lors de cette saison, le Red Bull Salzbourg défend son titre face à onze autres équipes dont un promu d'Erste Liga.
Quatre places qualificatives pour les compétitions européennes sont attribuées par le biais du championnat : une pour la phase de groupes de la Ligue des champions et une deuxième place pour le deuxième tour de qualification, ainsi que deux places pour les tours de qualification de la Ligue Europa Conférence. La dernière place européenne est celle réservée au vainqueur de la ÖFB-Cup qui est qualificative pour la phase de qualification de la Ligue Europa.
Le Red Bull Salzbourg remporte le 17e titre de son histoire, et son 10e consécutif, s'assurant le sacre à l'issue de la 30e journée.

## Participants
| \| Austria Rapid Graz Salzbourg Lustenau Wolfsberg Rheindorf Altach Ried Klagenfurt Linz Hartberg WSG Tirol \| Localisation des clubs engagés dans le championnat. |
| Austria Rapid Graz Salzbourg Lustenau Wolfsberg Rheindorf Altach Ried Klagenfurt Linz Hartberg WSG Tirol                                                           |

Légende des couleurs
- Barrages de la Ligue des champions 2022-2023
- Deuxième tour de qualification de la Ligue des champions 2022-2023
- Barrages de la Ligue Europa 2022-2023
- Troisième tour de qualification  de la Ligue Europa Conférence 2022-2023
- Deuxième tour de qualification de la Ligue Europa Conférence 2022-2023
- Promu de Erste Liga

| Club               | Se maintient depuis | Classement 2021-2022 | Stade                    | Capacité théorique |
| ------------------ | ------------------- | -------------------- | ------------------------ | ------------------ |
| Red Bull Salzbourg | 2005                | 1                    | Red Bull Arena           | 30 188             |
| Sturm Graz         | 1966                | 2                    | Merkur-Arena             | 16 764             |
| Austria Vienne     | 1926                | 3                    | Generali Arena           | 17 500             |
| Wolfsberger AC     | 2012                | 4                    | Lavanttal-Arena          | 07 300             |
| Rapid Vienne       | 1911                | 5                    | Allianz Stadion          | 28 666             |
| Austria Klagenfurt | 2021                | 6                    | Wörthersee Stadion       | 30 000             |
| WSG Tirol          | 2019                | 7                    | Tivoli Stadion Tirol     | 16 008             |
| LASK               | 2017                | 8                    | Raiffeisen Arena         | 06 009             |
| TSV Hartberg       | 2018                | 9                    | Profertil Arena Hartberg | 05 024             |
| SV Ried            | 2020                | 10                   | Josko Arena              | 07 334             |
| Rheindorf Altach   | 2014                | 10                   | Cashpoint-Arena          | 08 500             |
| Austria Lustenau   | 2022                | 1er (D2)             | Reichshofstadion         | 08 800             |

## Compétition
Le classement est calculé avec le barème de points suivant : une victoire vaut trois points, le match nul un. La défaite ne rapporte aucun point.
Critères de départage :
1. plus grand nombre de points ;
2. plus grande différence de buts générale ;
3. plus grand nombre de buts marqués ;
4. plus grande différence de buts particulière ;
5. meilleure place au Challenge du fair-play (1 point par joueur averti, 3 points par joueur exclu)

### Format
Lors de la première phase les 12 équipes du championnat se rencontrent en match aller retour dans le cadre d'une poule unique. À l'issue de cette première phase le championnat est scindé en deux, les six premiers jouent pour le titre et les qualifications européennes en emportant la moitié des points acquis lors de la première phase.
Les six derniers de la première phase participent dans un autre championnat en emportant également la moitié des points, le dernier est relégué en fin de saison, le premier participe aux play offs avec le quatrième et le cinquième du groupe championnat pour une place en Ligue Europa Conférence.